# Hasta que te conocí
Hasta que te conocí (span. für Bis ich dich kennenlernte) ist ein Lied des mexikanischen Singer-Songwriters Juan Gabriel, das erstmals 1986 auf seinem Album Pensamientos erschien und im selben Jahr auch als Single ausgekoppelt wurde. Die Liveversion aus seinem Konzert im Palacio de Bellas Artes von 1990 verzeichnet auf YouTube rund 360 Millionen Abrufe.

## Inhalt
Das Lied beschreibt den Kummer eines Menschen, dessen Leben sich durch das Kennenlernen seines Partners negativ verändert hat. 
Bevor sie sich begegnet sind, kannte der Protagonist kein Leid und lebte ein zufriedenes Leben: Yo jamás sufrí, yo jamás lloré. Yo era muy feliz, pero te encontré (Ich habe nie gelitten, nie geweint. Ich war sehr glücklich, aber dann bin ich dir begegnet). Durch diese Liebe hat er die Einsamkeit kennengelernt: Yo sabía de alegrías, la belleza de la vida, pero no de soledad (Ich kannte die Freuden und die Schönheit des Lebens, aber nicht die Einsamkeit). Und obwohl er die Beziehung beenden möchte, denkt er immer intensiver an seinen Partner: Y muy tarde comprendí que no te debía amar. Porque ahora pienso en ti más que ayer, mucho más (Und erst spät habe ich begriffen, dass ich dich nicht lieben sollte. Denn jetzt denke ich an dich mehr als je zuvor, viel mehr). Doch er weiß, dass diese Liebe keine Zukunft hat und möchte seinen Partner auch nicht mehr sehen, weil dieser ihn sehr verletzt hat: Y es que tú fuiste muy mala conmigo, por eso no te quiero ver jamás. (Und weil du sehr böse zu mir warst, will ich dich nicht mehr sehen).

## Coverversionen
Das im spanischsprachigen Raum sehr populäre Lied wurde von zahlreichen Künstlern gecovert. Zu den Bekanntesten gehören Ana Gabriel, Marc Anthony und Maná. Die letztgenannte Version wurde bereits mehr als 100 Millionen Mal auf YouTube abgerufen.
Mit dem Lied Antikrista (Antichrist) von Kostas Makedonas und Glykeria gibt es auch eine griechische Version.

## Trivia
Die mexikanische Künstlerin Anahí brachte ein „Antwortlied“ mit dem Titel Hasta que me conociste (Bis du mich kennenlerntest) heraus, das auf ihrem 2009 publizierten Album Mi delirio erschien.
Die gleichnamige Fernsehserie aus dem Jahr 2016 hat das Leben und Wirken von Juan Gabriel zum Inhalt, der ausgerechnet an jenem Tag verstarb, als im Abendprogramm das Finale der Serie ausgestrahlt wurde.